# Síndrome de leche y alcalinos
En medicina, el síndrome de leche y alcalinos se caracteriza por una alta concentración de calcio en sangre y alcalosis metabólica causada por el exceso de consumo de calcio y álcalis absorbibles; las fuentes comunes de calcio y álcali son los suplementos dietéticos que se toman para prevenir la osteoporosis y los antiácidos. Si no se trata, el síndrome de leche y álcali puede provocar litiasis urinaria o una nefrocalcinosis con insuficiencia renal irreversible  o la muerte.
Fue más común a principios del siglo XX, pero desde la década de 1990, ha habido un aumento en el número de casos reportados, relacionado con el mayor uso de suplementos de calcio para tratar o prevenir la osteoporosis.

## Historia
El nombre "síndrome de leche y álcali" se deriva de una reacción que surgió a un tratamiento para las úlceras gástricas creado a principios de 1900 por Bertrand Sippy; Sippy le recetó a sus pacientes leche y álcali según la teoría de que las úlceras fueron causadas por un exceso de ácido gástrico. Sin embargo, en unas pocas décadas Cuthbert Cope identificó un síndrome de hipercalcemia aguda con un resultado relativamente bueno en 1936 (ahora llamado síndrome de Cope), y en 1949 Charles H. Burnett identificó un síndrome similar, pero más grave, con niveles crónicamente altos de calcio en la sangre y malos resultados.
Cuando se identificó la verdadera causa de la mayoría de las úlceras gástricas y se desarrollaron fármacos distintos de los antiácidos para tratar ardor de estómago - medicamentos a saber ácido-reductor como antagonistas de receptores H2 o inhibidores de la bomba de protones en la década de los noventa- la incidencia del síndrome de leche y alcalinos disminuyó, pasando a considerarse como una causa rara de hipercalcemia (menos del 1% de los casos). Sin embargo, el creciente empleo del carbonato de calcio contra la osteoporosis,en la prevención de fracturas en pacientes en tratamiento con glucocorticoides, en el tratamiento del hipoparatiroidismo posquirúrgico y en la insuﬁciencia renal crónica; ha experimentado una mayor incidencia, hasta ser la segunda causa de hipercalcemia grave en pacientes hospitalizados.
La presentación moderna del síndrome incluye una amplia variedad de valores de calcio (on ingestas a partir de 1,7 g), concentraciones de fosfato menores a lo normal, lesión renal aguda moderada (creatinina promedio de 4.2 mg/100 mL) y carbonato de calcio como fuente de calcio y alcalino absorbible.

## Signos y síntomas
Los síntomas más comunes son:
- Falta de apetito
- Dolor de cabeza
- Sequedad de boca

- Dolor en la espalda, la mitad del cuerpo y dolor lumbar en la zona del riñón (relacionado con cálculos renales)
- Confusión, comportamiento extraño
- Estreñimiento
- Depresión
- Micción excesiva
- Fatiga
- Arritmia
- Náuseas o vómitos
- Otros problemas que pueden derivar de la insuficiencia renal

Las pruebas de laboratorio pueden mostrar que una persona con síndrome de leche y álcali tiene niveles altos de calcio en la sangre, insuficiencia renal y alcalosis metabólica.

## Causas
El síndrome de leche y álcali es causado por tomar demasiado calcio (> 5 g/día, generalmente en forma de suplementos dietéticos para prevenir la osteoporosis) y álcali absorbible (como se encuentra en los medicamentos antiácidos).
Puede encontrarse en pacientes que consumen altas dosis de carbonato de calcio, potenciado a veces por la toma concomitante de un diurético tiazídico. Los altos niveles de vitamina D pueden empeorar este síndrome.

## Mecanismo
El mecanismo por el cual ingerir demasiado calcio y álcali conduce al síndrome de leche y álcali no está claro, ya que el cuerpo humano regula estrictamente los niveles de calcio. La insuficiencia renal es un factor de riesgo, pero incluso las personas con riñones sanos pueden desarrollar el síndrome.

## Diagnóstico
Para diagnosticar el síndrome de leche y álcali, debe excluirse el hiperparatiroidismo primario. Por lo general, la PTH se suprime. Los niveles de fósforo generalmente disminuyen, mientras que los niveles de creatinina y bicarbonato son elevados. 
Los depósitos de calcio en el riñón (nefrocalcinosis) se diagnostican mediante: radiografía, tomografía computarizada o ultrasonido.
Otros exámenes empleados para hacer el diagnóstico pueden incluir:
- Niveles de electrólitos
- Electrocardiografía (ECG)
- Electroencefalograma (EEG)
- Tasa de filtración glomerular (GFR) para revisar el funcionamiento de los riñones
- Nivel de calcio en la sangre

## Tratamiento
El tratamiento implica que la persona deje de tomar suplementos de calcio y cualquier otro agente alcalino que haya estado tomando, e hidratación vigorosa. En casos severos, puede requerirse hospitalización, en cuyo caso se puede administrar solución salina por vía intravenosa. Si la insuficiencia renal está avanzada, entonces se requiere tratamiento para eso, es decir, diálisis crónica.

## Complicaciones
En casos leves, se espera una recuperación completa. Las complicaciones más comunes incluyen:
- Depósitos de calcio en los tejidos (calcinosis cutis metastásica (precipitación de calcio en la piel)[17] )
- Cálculos renales[12]

En casos severos, puede producirse insuficiencia renal permanente o la muerte.

## Epidemiología
Entre las personas hospitalizadas con niveles altos de calcio en la sangre, el síndrome de leche y álcali es la tercera causa más común, después del hiperparatiroidismo y el cáncer. Se informó de un raro caso de un paciente tratado con carbonato de calcio y calcitriol para prevenir la osteoporosis que se agravó por la vacuna contra la influenza H1N1.